# Anton ter Steege

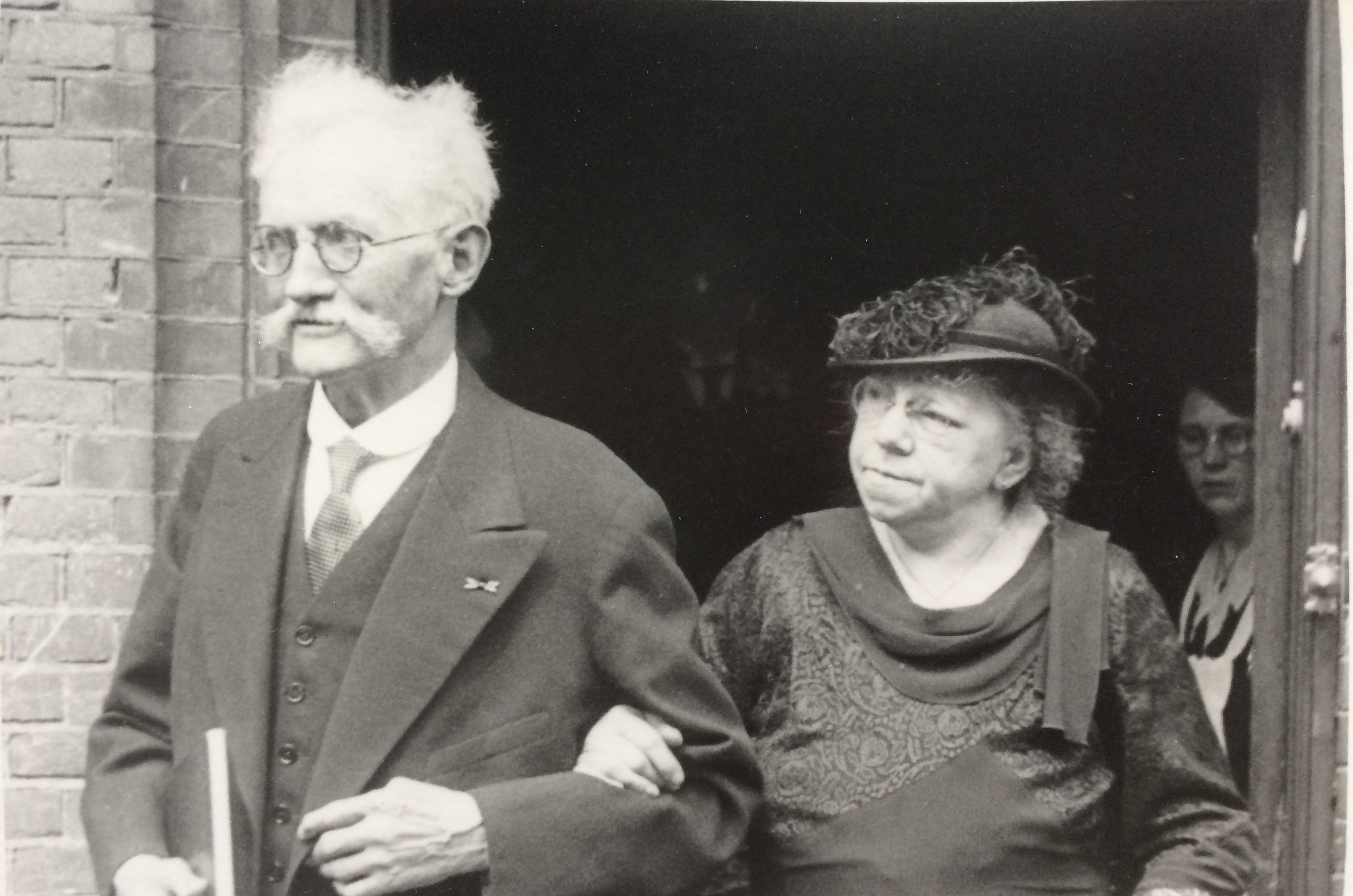
Anton ter Steege en Allegonde Vernimmen in 1935

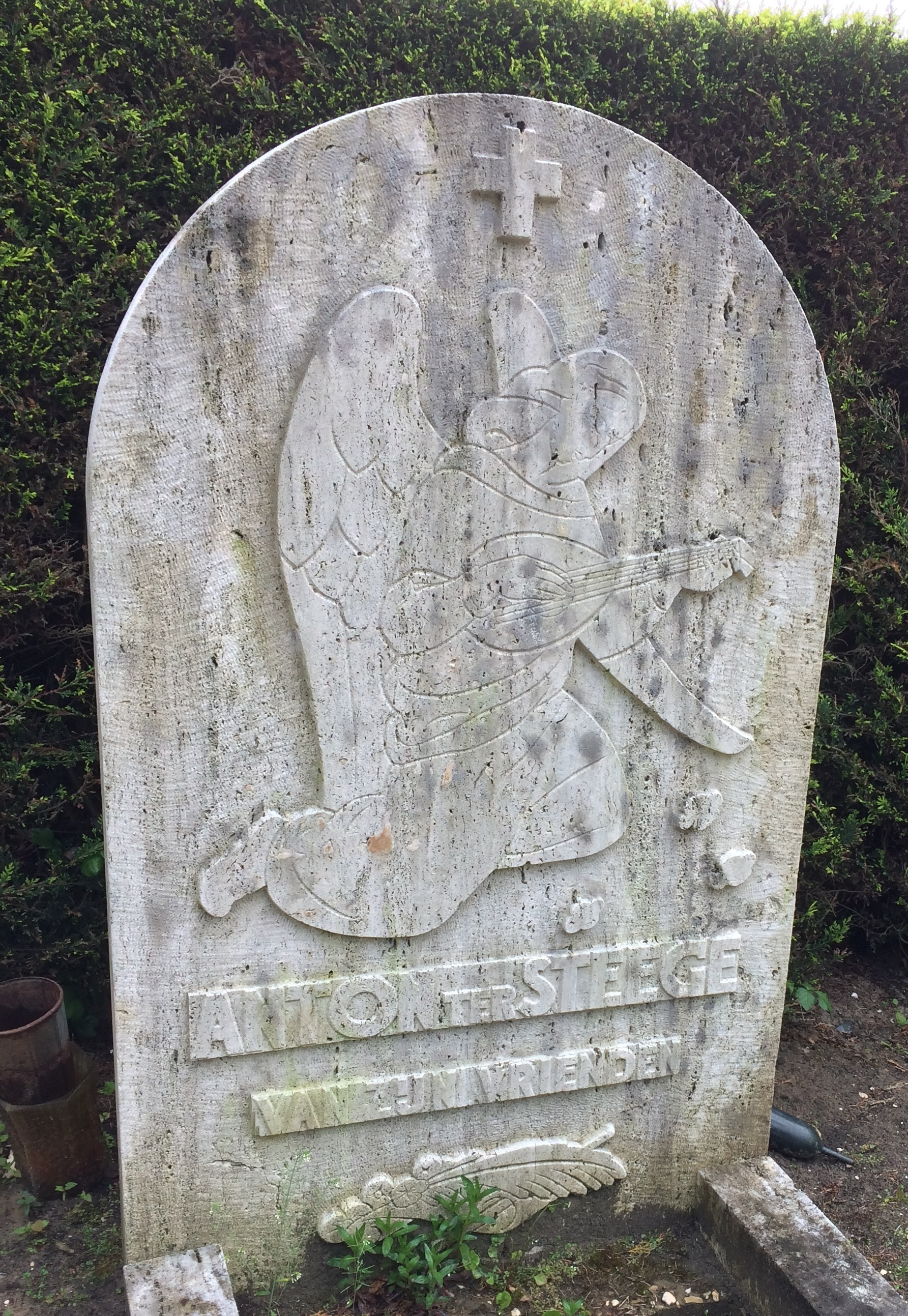
Graf van Aton ter Steege

Antonius Albertus Pius (Anton) ter Steege (Amsterdam, 23 mei 1865 - Amsterdam, 14 april 1942) was een Nederlands (koor-)dirigent en muziekrecensent van De Tijd.
Hij was zoon van kantoorbediende Joannes Antonius ter Steege en Maria Elizabeth Passens. Hijzelf was sinds 1901 getrouwd met de Kampense Allegonda Johanna Maria (Gonda) Vernimmen (1875-1939). Dochter Truus ter Steege (geboren in 1905) was (opera)zangeres. Zoon Petrus Maria werd pater en leraar, onder andere aan het Ignatiuscollege.
Ter Steege kreeg in eerste instantie geen muziekopleiding; hij was van huis uit koopman in manufacturen. Zijn liefde voor muziek werd toegeschreven aan zijn moeder. Aan het eind van de jaren tachtig van de 19e eeuw trad hij toe tot het Toonkunstkoor van Julius Röntgen; even later was hij lid van het kerkkoor van de Mozes en Aäronkerk, de kerk waar hij gedoopt was. In 1890 volgde het "Amsterdamsch A Cappellakoor"  van Anton Averkamp. Daar leerde hij musicus Fred. J. Roeske kennen, die hem (meer) wegwijs in de muziek maakte. Dat leidde tot het dirigentschap van het koor van het Begijnhof (1894). In 1895 wist hij voor elkaar te krijgen dat verschillende stads- en kerkkoren deelnamen aan de festiviteiten rondom de 550e verjaardag van het Mirakel van Amsterdam. Al eerder (1890) was hij dirigent geworden van het koor van De Krijtberg, waarmee hij op onder andere liefdadigheidsconcerten zong. In 1907 vond hij het tijd voor een “eigen koor” ; het werd het "Koor der Rooms-Katholieke Kerkzangers" ("Vereniging Rooms-Katholieke Kerkzangers") dat uitgroeide tot "Voci et Amicitiae".
In 1929 werd hij recensent bij De Tijd, een functie die hij tot 1941 vervulde. Die omschreef hem in een In Memoriam als een blijmoedig mens; hij kondigde zelf al aan: "Hier stierf na een lang en plezierig lijden".
Ter Steege staat bekend als de “ontdekker” van zanger Louis van Tulder, die bij hem in het koor Vereniging Rooms-Katholieke Kerkzangers zong. Hij raadde Van Tulder aan professionele zanglessen te gaan volgen bij Magdalena Geertruida Meerum Terwogt, overigens in weerwil van Louis’ ouders.
Ter Steege werd begraven op de Begraafplaats Buitenveldert, waarbij ook Roeske aanwezig was. Bij stadsuitbreidingen van Amsterdam kwam de begraafplaats te liggen aan de Fred. Roeskestraat.